# Pouteria areolatifolia
Pouteria areolatifolia é um espécie de planta na família Sapotaceae. É encontrada na Guatemala.